# OmegaT
Az OmegaT® egy Java programnyelven írt számítógépes fordítási eszköz.
Szabadon használható szoftver, melyet eredetileg Keith Godfrey készített 2000-ben, jelenleg pedig egy Makszim Mihalcsuk által vezetett csoport fejleszti.
Az OmegaT szakképzett fordítóknak készült. Jellemző funkciói között megemlítendő a reguláris kifejezések használatán alapuló, felhasználó által beállítható szövegdarabolás, a fordítási memória alkalmazása, a bizonytalan egyezésre épülő mintaillesztés, az egyezések automatikus behelyettesítése, a szójegyzékekben való keresés, a fordítási memóriákban való kontextus szerinti keresés, valamint a referenciaanyagokban végezhető kulcsszavas keresés.
Futtatásához Java 1.4 vagy későbbi verzió szükséges, amely elérhető Linux, Mac OS X és Microsoft Windows operációs rendszereken.
Az omegat (amely a SourceForge portálján bejegyzett Unix-név) bejegyzett kereskedelmi védjegy.

## Története
Az OmegaT programot Keith Godfrey kezdte el fejleszteni 2000-ben. Az eredeti szoftvert C++-ban írta, de a 2001 februárjában nyilvánosan közreadott első változat Java programnyelven íródott.
Az első Java-változat saját fejlesztésű fordítási memóriát használt és Java 1.3 alatt futott. Támogatta StarOffice, egyszerű szöveg és unicode-os szöveg, valamint HTML formájú dokumentumok fordítását és csak bekezdésekre darabolást végzett.
A jelenlegi 1.7. változat számos egyéb funkcióval rendelkezik:
- rugalmas szövegdarabolási szabályok
- továbbfejlesztett TMX importálás (1.4b 2. szintig)
- keresés reguláris kifejezésekkel
- DocBook támogatása
- új grafikus felület stb.

## Munkafolyamat az OmegaT használatával
A felhasználó a forrásszövegeket, a meglévő fordítási memóriákat és az esetleges szójegyzékeket a fordítási projekt meghatározott alkönyvtáraiba helyezi. A projekt megnyitásakor az OmegaT minden felismert dokumentumfajtából kiszedi a fordítható szöveget. Miközben a fordító az egyes szövegdarabokat fordítja, az OmegaT a fordítási egységeket hozzáadja egy fordítási memóriához. Végül az OmegaT a forrásszövegek és a fordítási memória egyesítésével előállítja a célnyelvi szövegeket.
Fordítás közben az adott szövegdarabhoz a fordítási memóriában lévő bizonytalan egyezések és a szójegyzékekben lévő egyezések megjelennek a szomszédos Egyezések/Szójegyzék ablakban. A fordító a bizonytalan egyezéseket gyorsbillentyűkkel illeszti be a célnyelvi szövegbe. A felhasználó által megadott küszöböt meghaladó bizonytalan egyezéseket a program automatikusan beszúrja.
A fordító a projektfájlokat előhozó ablak alapján gyorsbillentyűket használva a projekthez tartozó dokumentumok között bármikor válthat. Ugyancsak szabadon mozoghat az adott szöveg különböző darabjai között, melyekre kétszer kattintva az adott szövegdarab válik fordíthatóvá.
Ha további forrásszövegeket, fordítási memóriákat vagy szójegyzékeket ad hozzá a projekthez, illetve ha kézzel módosítja valamelyik fájlt, a projektet újra be kell töltenie ahhoz, hogy az OmegaT felismerje az újonnan hozzáadott szövegdarabokat. Akkor is újra be kell töltenie a projektet, ha fordítás közben megváltoztatja a szövegdarabolás szabályait.

## Együttműködés fordítók között
A különböző számítógépes fordítóeszközöket használó fordítók csak akkor oszthatják meg fordítási memóriáikat, ha
- (a) programjaik képesek egymás formátumába exportálni, ill. abból importálni vagy
- (b) mindkét program képes ezt egy közbülső formában kezelni.

Az OmegaT ezen utóbbi megoldást támogatja. Az ipari szabványnak tekinthető TMX (Translation Memory eXchange) formátumba exportál és ilyen formájú memóriákat importál.
Az OmegaT szójegyzékei tabulátorral elválasztott egyszerű szöveges állományok, melyekben
- a forráskifejezés szerepel az első oszlopban
- a célnyelvi megfelelője a másodikban
- a harmadik oszlop bármire (megjegyzés, szinonima stb.)

(Az OmegaT nem támogatja a LISA által javasolt TBX-formátumot.)

## Támogatott állományformák
Az OmegaT az alábbi típusú szövegek fordítására használható:
- egyszerű szöveg (minden Java által kezelt kódolásban, ideértve az unikódot,
- HTML/XHTML kódolású internetes állományok
- Java lokalizációs fájlok
- StarOffice, OpenOffice.org és OpenDocument formájú állományok
- DocBook
- Gettext (PO) fájlok és
- szöveges kulcs-érték párokon alapuló rendszerek.

Az OmegaT közvetlenül nem kezeli a Microsoft Office formátumait (Word, Excel, PowerPoint), ezért ezeket vagy az OpenOffice.org segítségével kell előbb átalakítani, vagy HTML-formában kell elmenteni.

## Támogatott memóriák és szójegyzékek
Az OmegaT saját fordítási memóriáját a projekt mentésekor automatikusan elmenti, ezzel együtt minden új vagy módosított fordítási egységet háromféle külső TMX-memóriába menti, ezek: OmegaT TMX, 1. szintű TMX és 2. szintű TMX.
- Az OmegaT TMX kizárólag OmegaT típusú projektekhez használatos.
- Az 1. szintű TMX-fájlok 1. és 2. szintű fordítássegítő programokkal használhatók.
- A 2. szintű TMX-fájlok 2. szintű fordítássegítő programokkal használhatók.

Szójegyzékek esetén egyszerű, tabulátorral határolt szöveges állományokat képes kezelni.